# 桟橋
桟橋（さんばし、英語: pier）は、船舶を接岸係留（繋留）して荷役や乗降を行うための施設。係船施設（係留施設）の一種である。英語のLanding pierの訳に重きを置くと、平面的に見て突出した埠頭を広く意味することになり、浮桟橋をも含む。しかし、日本語の「桟橋」は本来は構造上の意味を加味したものをいい、浮桟橋に対して固定桟橋（固定式桟橋）という。
「桟」がかつての当用漢字に入っていなかったことから、さん橋と表記される場合もある。港湾法における港湾施設の一つ。

## 種類

### 配置による分類
縦桟橋（突堤桟橋）
護岸に対して直角に桟橋を設ける形式
横桟橋（片桟橋）
護岸に平行に桟橋を設ける形式
島桟橋（島式桟橋、Detached pier）
護岸から離れた一定の水深を確保した場所に設ける形式

### 構造による分類
直杭式桟橋
多くの杭を打設する一般的な桟橋の形式。
組杭式桟橋
鋼管杭などの斜杭を設けた組杭による形式。
ストラット式桟橋
杭とストラットを連結して上部構造を補強した形式。
ジャケット式桟橋
上部工の立体トラス構造物と杭と一体化したジャケットを製作して大型クレーンで設置する形式。

## ギャラリー

桟橋の写真
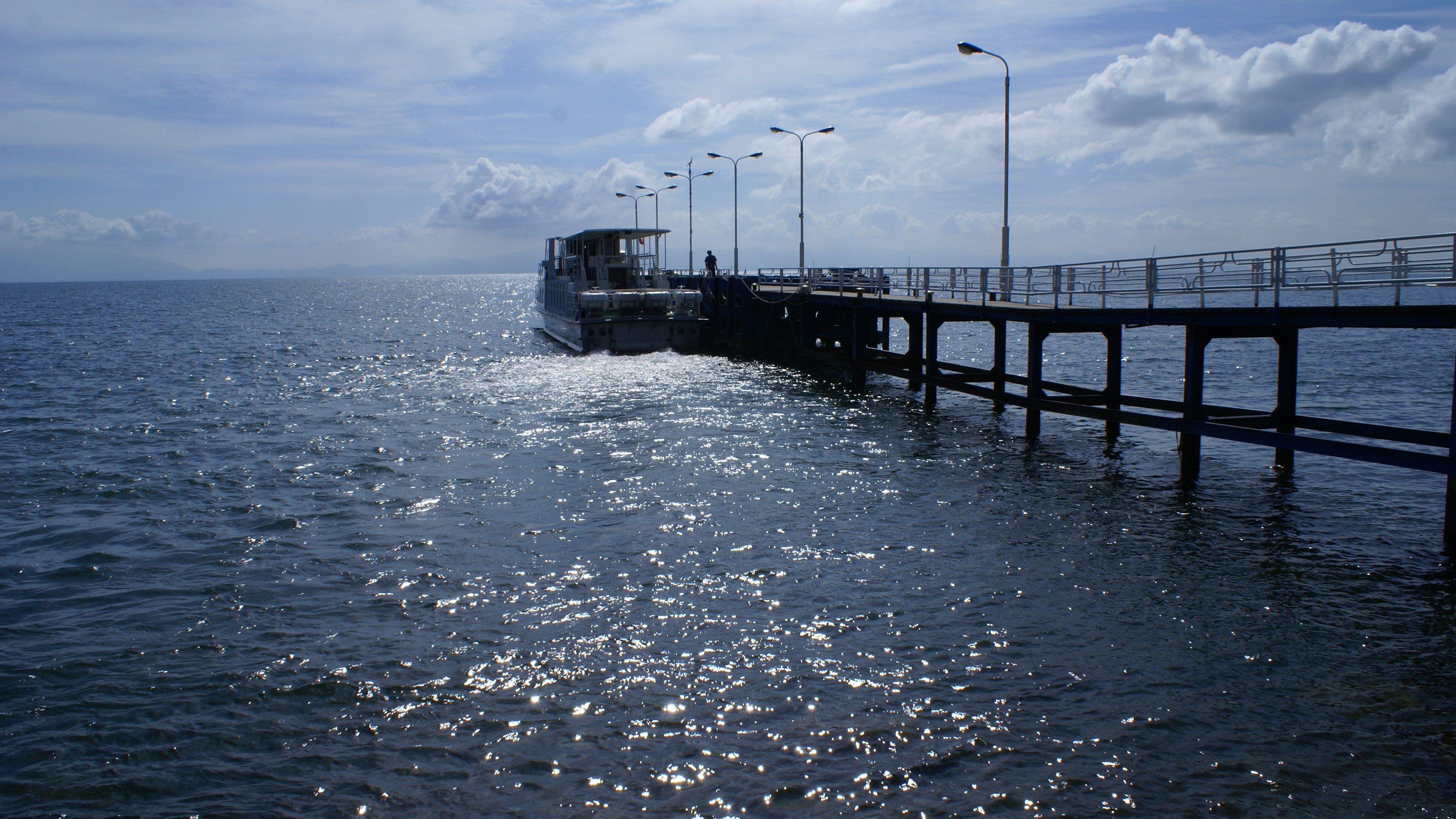
今津港 - 日本・滋賀県（琵琶湖）
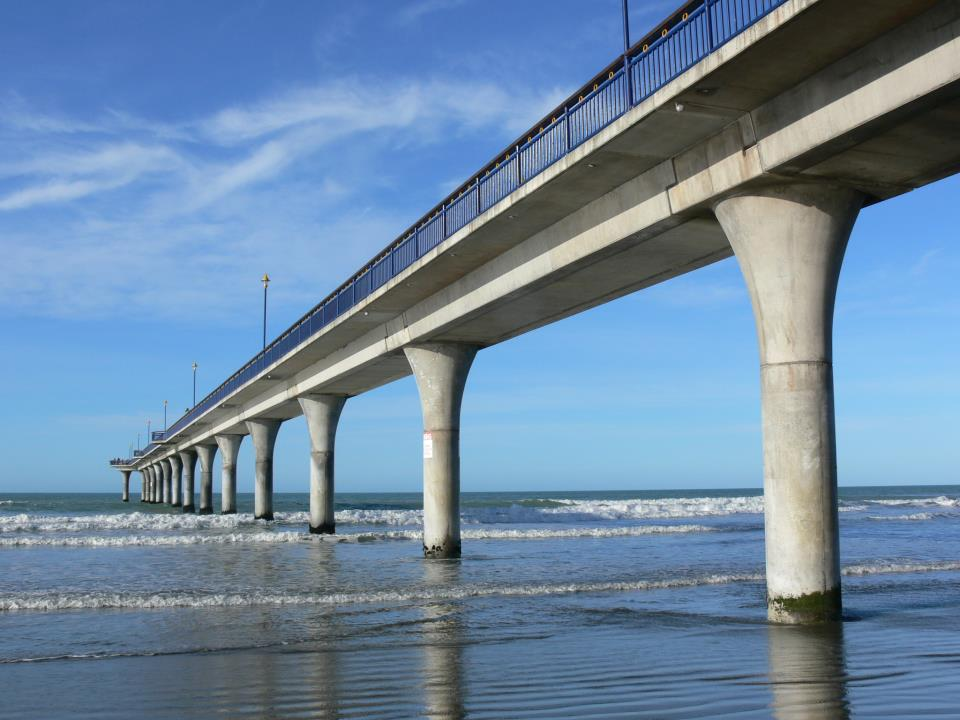
ニューブライトン桟橋 - ニュージーランド・クライストチャーチ
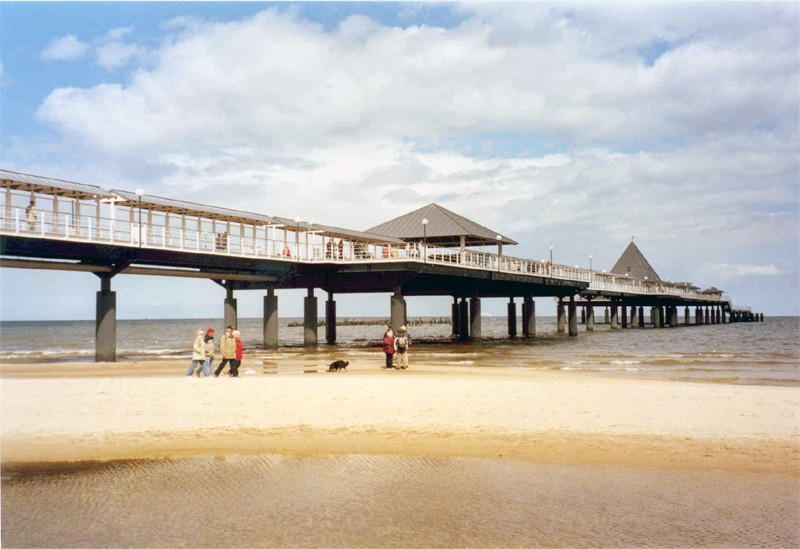
ヘリングスドルフ桟橋 - バルト海ウセドム島（Seebrücke, Heringsdorf）
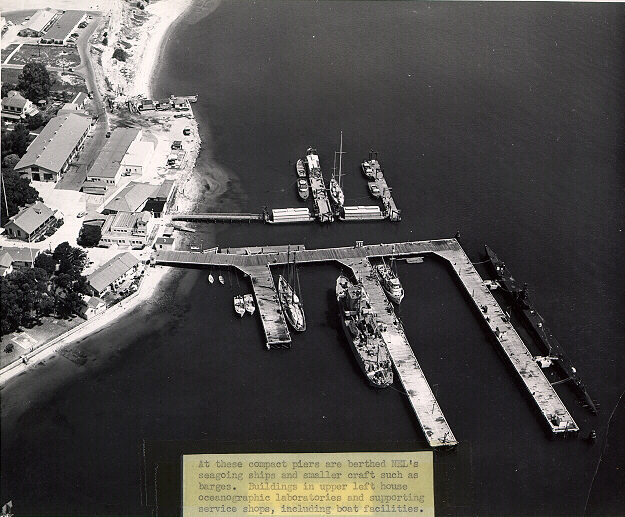
NEL（Navy Electronics Laboratory）のL（F）字型桟橋 - アメリカ・カリフォルニア州
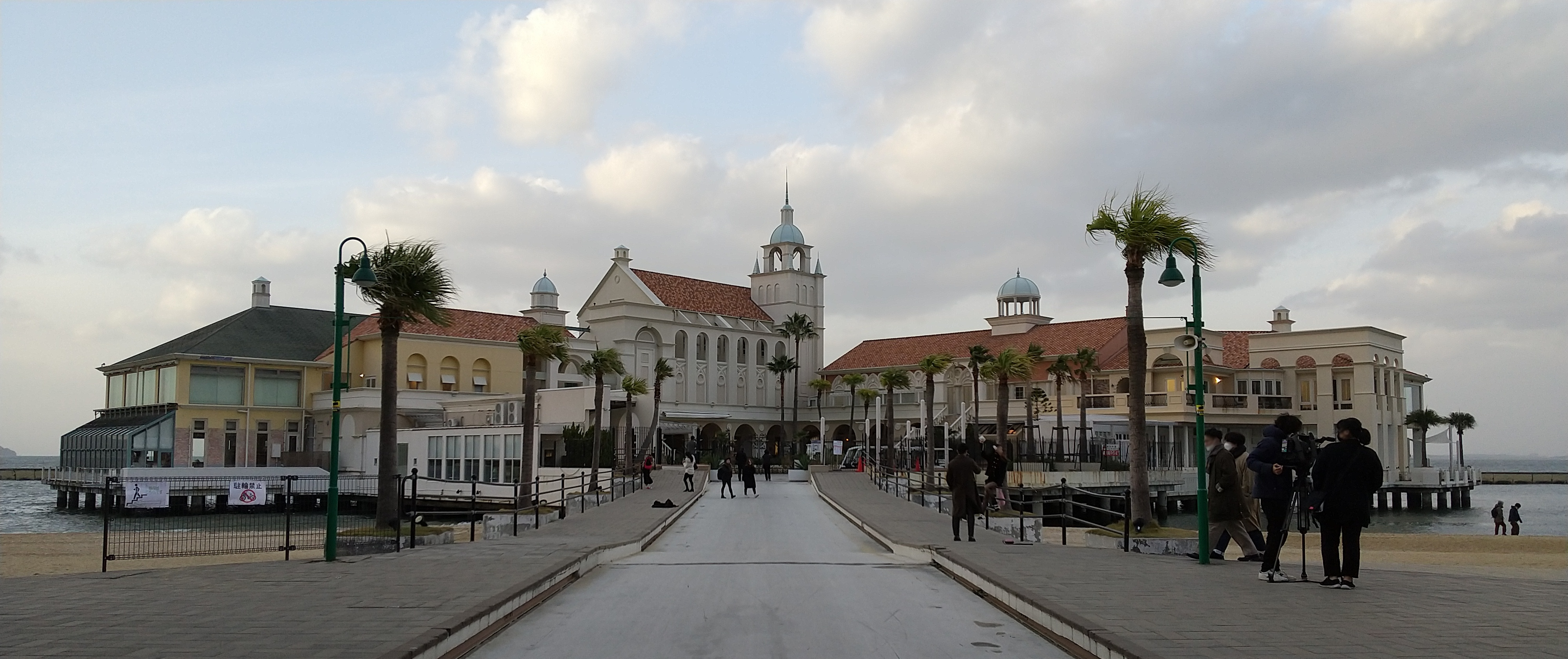
マリゾンの桟橋[注釈 1]